# Art Stephenson
 (mai 2025).
Pour les articles homonymes, voir Stephenson.
Arthur G. Stephenson (né en 1942) est un ingénieur et cadre américain, qui a été le neuvième directeur du centre de vol spatial Marshall de la NASA, situé à Huntsville, en Alabama. Il a occupé ce poste du 11 septembre 1998 jusqu’en mai 2003.

## Jeunesse
Stephenson est né à New London, dans le Connecticut, et a terminé ses études secondaires en étant diplômé de la Narbonne High School à Harbor City, en Californie.

## Formation
- Diplômé de la Narbonne High School à Harbor City, en Californie (système scolaire de la ville de Los Angeles).
- Il a étudié à l’Université de Redlands à Redlands, en Californie, où il a obtenu un baccalauréat ès sciences en génie électrique.
- Plus tard, il a suivi le programme exécutif en gestion dispensé par la John E. Anderson Graduate School of Management de l’université de Californie à Los Angeles (UCLA).

## Carrière

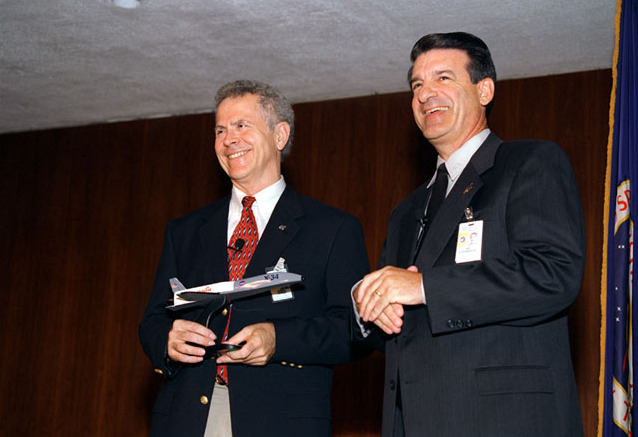
L’auteur Homer Hickam Jr. (à gauche) et le directeur du Marshall Space Flight Center, Art Stephenson, lors d’une conférence à l’auditorium Morris, le 16 juillet 1999.

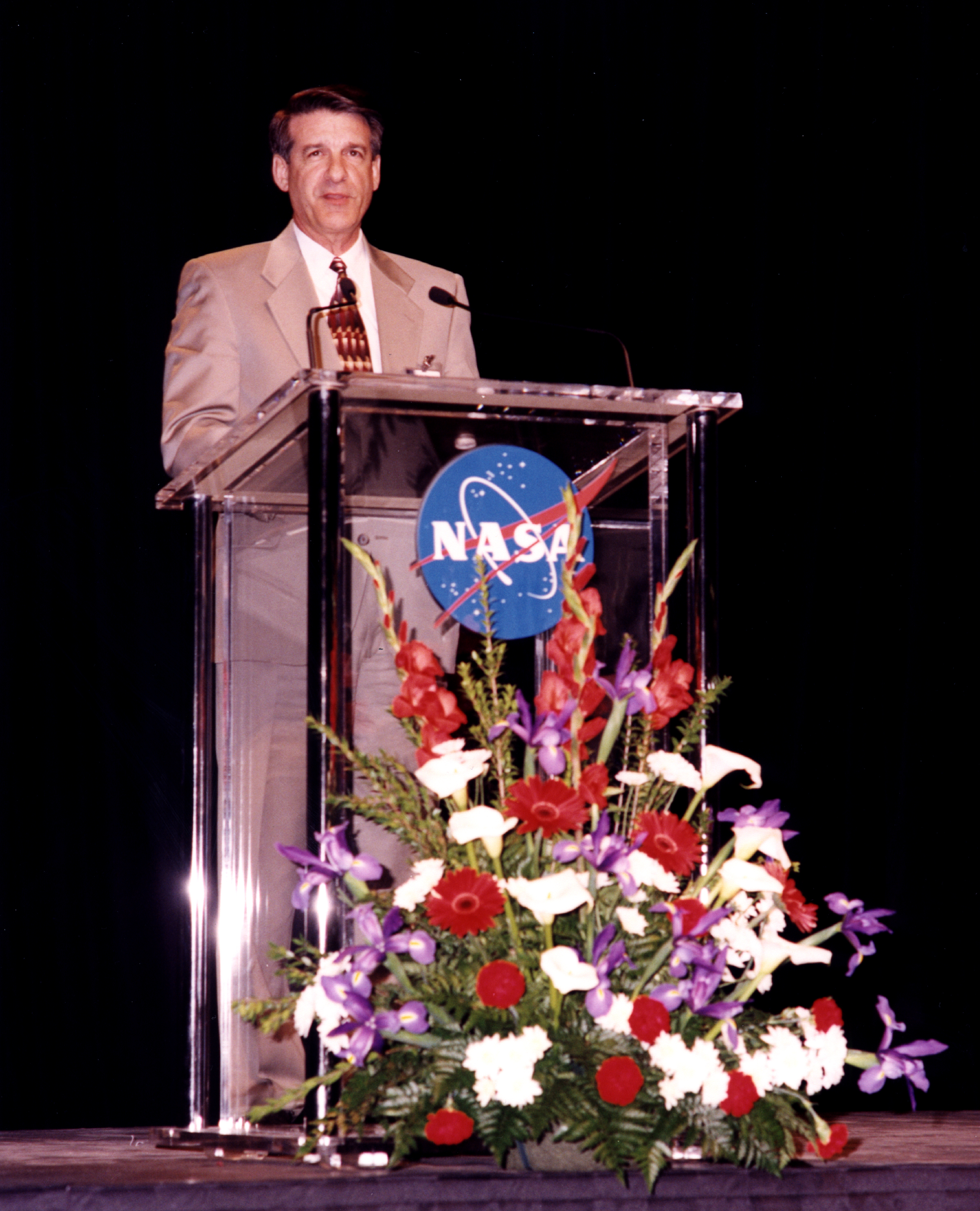
Le directeur du Marshall Space Flight Center, Arthur Stephenson, s’exprime lors de la cérémonie de présentation du X-34 le 30 avril 1999.

- A travaillé chez TRW à Redondo Beach, en Californie, pendant 28 ans, de 1964 à 1992, débutant avec le programme Apollo, puis sur Pioneer 10, et contribuant à de nombreux programmes liés à la navette spatiale, notamment au développement du transpondeur de communications en bande S.
- A travaillé pour Oceaneering Inc., à Houston, au Texas, comme vice-président des systèmes spatiaux, puis président d’Oceaneering Advanced Technologies, de 1992 à 1998.
- A travaillé pour la NASA à Huntsville, en Alabama, de septembre 1998 à juin 2003 en tant que directeur du Marshall Space Flight Center (MSFC).
- En tant que directeur du MSFC, Stephenson supervisait les éléments de propulsion du système de transport spatial de la navette, y compris les moteurs principaux de l’orbiteur, les propulseurs d’appoint et le réservoir externe.
- Parmi les autres programmes du MSFC durant son mandat figuraient les programmes de développement du transport spatial avancé (X-33, X-34, X-37 et le Space Launch Initiative), les programmes de la Station spatiale internationale (tests structurels des éléments, développement de racks standards, développement du recyclage des eaux usées), le développement et les opérations scientifiques en microgravité, le développement et l’exploitation en orbite de l’Observatoire à rayons X Chandra, ainsi que la supervision du développement de la mission Gravity Probe B.
- A été président du comité d’enquête sur l’échec de la mission Mars '98 Orbiter et a témoigné devant le Sénat des États-Unis.
- Le budget annuel moyen du MSFC sous sa direction s’élevait à environ 2,3 milliards de dollars.
- A travaillé chez Northrop Grumman de 2004 à 2008 comme vice-président des programmes laser, puis vice-président exécutif des programmes spatiaux habités et enfin vice-président exécutif et directeur adjoint du programme NPOESS.
- A dirigé la société Stephenson Consulting LLC de 2008 à 2015, fournissant des services de conseil à diverses entreprises aérospatiales.
- A pris sa retraite à temps plein en 2015.
- A publié une autobiographie en 2019 intitulée Out of The Blue, disponible en version brochée ou numérique.